# Pterinopsyllus insignis
Pterinopsyllus insignis är en kräftdjursart som först beskrevs av Brady 1878.  Pterinopsyllus insignis ingår i släktet Pterinopsyllus, och familjen Cyclopinidae. Arten har ej påträffats i Sverige.